# Patrick Nolan (homme politique canadien)
Pour les articles homonymes, voir Patrick Nolan et Nolan.
Patrick Nolan (17 mars 1881-11 janvier 1941) est un homme politique canadien en Ontario. Il est le 42e maire d'Ottawa de 1934 à 1935.

## Biographie
Né le jour de la Saint-Patrick à Ottawa en Ontario de parents irlandais, Nolan travaille comme commis dans une pharmacie tout en poursuivant des études dans ce domaine. Par la suite, il possède sa propre pharmacie et est également propriétaire de plusieurs salles de cinéma à travers la ville.
Il commence sa carrière publique en siégeant au conseil municipal en 1922.
Nolan meurt de l'influenza en 1941 à l'âge de 59 ans.